# Église de la Bienheureuse-Vierge-de-Lorette de Gwardamanga
L'église de la Bienheureuse-Vierge-de-Lorette est une église catholique située à Gwardamanga, à Malte.

## Historique
L'église, appartenant au couvent des Ursulines, a été ouverte en 1938. Ce sont les frères dominicains qui officient dans l'église.